# Wiltonia fiordensis
Wiltonia fiordensis là một loài nhện trong họ Orsolobidae.
Loài này thuộc chi Wiltonia. Wiltonia fiordensis được Raymond Robert Forster & Norman I. Platnick miêu tả năm 1985.